# Białowieża (gmina)
Białowieża to gmina wiejska w województwie podlaskim, w powiecie hajnowskim. W latach 1975–1998 gmina położona była w województwie białostockim.
Siedziba gminy to Białowieża (dawniej Krzyże).
Według danych z 30 czerwca 2004 gminę zamieszkiwało 2671 osób, a w 2014 – 2281 osób. Natomiast według danych z 31 grudnia 2019 roku gminę zamieszkiwało 2191 osób.

## Historia
Początkowo gmina należała do powiatu prużańskiego. 12 grudnia 1920 r. została przyłączona do nowo utworzonego powiatu białowieskiego pod Zarządem Terenów Przyfrontowych i Etapowych. Gmina Białowieża została wraz z całym powiatem przyłączona 19 lutego 1921 roku do (utworzonego 14 sierpnia 1919 roku) województwa białostockiego. Od 19 lutego 1921 była jedną z zaledwie trzech gmin powiatu białowieskiego, a po jego zniesieniu z dniem 1 sierpnia 1922 roku została przyłączona do powiatu bielskiego w tymże województwie. 
Według Powszechnego Spisu Ludności z 1921 roku gminę Białowieża zamieszkiwało 6674 osób, wśród których 1492 było wyznania rzymskokatolickiego, 4865 prawosławnego, 97 ewangelickiego, 2 mahometan a 217 mojżeszowego. Jedna osoba była niewiadomego wyznania. Jednocześnie 5194 mieszkańców zadeklarowało polską przynależność narodową, 1339 białoruską, 5 niemiecką, 8 żydowską,128 rosyjską. W gminie było 1007 budynków mieszkalnych.
13 kwietnia 1929 z gminy Białowieża wyłączono miejscowości: Długi Bród, osada Hajnówka, Jakubowo, Krugłe, Łozice, Nikiforowszczyzna, Orzeszkowo, Piaski, Postołowo, Starzyna, Sawiny-Gród, Skryplewo, Wiluki, Wygon, Wierzchowskie i Zabagonie, włączając je do nowo utworzonej gminy Hajnówka w tymże powiecie. 1 kwietnia 1930 gmina Hajnówka otrzymała status gminy wiejskiej o miejskich uprawnieniach finansowych. Gmina Hajnówka przetrwała tylko ponad rok, bo już 30 czerwca 1930 zniesiono ją, a byłe miejscowości białowieskie (łącznie z Hajnówką) powróciły do gminy Białowieża.
16 października 1933 roku gminę Białowieża podzielono na 17 gromad: Biała, Budy, Ćwirki, Hajnówka, Kamieniuki, Kiwaczyna, Ławy, Okólnik, Orzeszkowo, Panasiuki, Podbielskie Ogrodniki, Podolany, Pogorzelce, Starzyna, Stoczek, Teremiski i Zastawa.
1 października 1934 po raz drugi utworzono gminę Hajnówka, w związku z czym od gminy Białowieża odłączono osadę Hajnówka oraz wsie Gorlańskie Stojło, Kozi Przeskok, Leśna, Nowiny, Orzeszkowo, Postołowo, Sacharewo, Sawiny Gród, Skryplewo, Wierzchowskie, Wydmuchowo i Znojka (gminę Hajnówka zniesiono po raz drugi 1 października 1954, lecz gmina Białowieża nie uległa wówczas zmianom).
Gmina obejmowała część Puszczy Białowieskiej. Po wojnie obszar gminy Białowieża został przedzielony granicą państwową. Zachodnia część pozostała w Polsce (łącznie z siedzibą Białowieżą), natomiast wschodnia (ok. 50 tys. ha) weszła w skład Związku Radzieckiego (gromady Biała, Ćwirki, Kamieniuki, Kiwaczyna, Ławy, Okólnik, Panasiuki i Podbielskie Ogrodniki).
Gminę Białowieża zniesiono jesienią 1954 w związku z likwidacją gmin i wprowadzeniu w ich miejsce gromad. Jej obszar przekształcono w gromadę Białowieża.
Gminę Białowieża reaktywowano ponownie 1 stycznia 1973 w związku z kolejną reformą administracyjną.

## Religia
Dominującą religią w gminie jest prawosławie. Białowieża jest siedzibą parafii św. Mikołaja. Prawosławni zamieszkują Białowieżę, Teremiski, Pogorzelce i inne miejscowości. W gminie mieszkają także katolicy, którzy posiadają kościół i parafię św. Teresy od Dzieciątka Jezus. Na terenie gminy działają również dwa zbory protestanckie: baptystyczny i zielonoświątkowy (obydwa w Białowieży).

## Struktura powierzchni
Według danych z roku 2002 gmina Białowieża ma obszar 203,2 km², w tym:
- użytki rolne: 8%
- użytki leśne: 88%

Gmina stanowi 12,52% powierzchni powiatu.

## Demografia
Dane z 30 czerwca 2004:
| Opis                              | Ogółem | Ogółem | Kobiety | Kobiety | Mężczyźni | Mężczyźni |
| --------------------------------- | ------ | ------ | ------- | ------- | --------- | --------- |
| jednostka                         | osób   | %      | osób    | %       | osób      | %         |
| populacja                         | 2671   | 100    | 1272    | 47,6    | 1399      | 52,4      |
| gęstość zaludnienia (mieszk./km²) | 13,1   | 13,1   | 6,3     | 6,3     | 6,9       | 6,9       |

Gmina leży pomiędzy Białorusią a gminami z mniejszością białoruską.

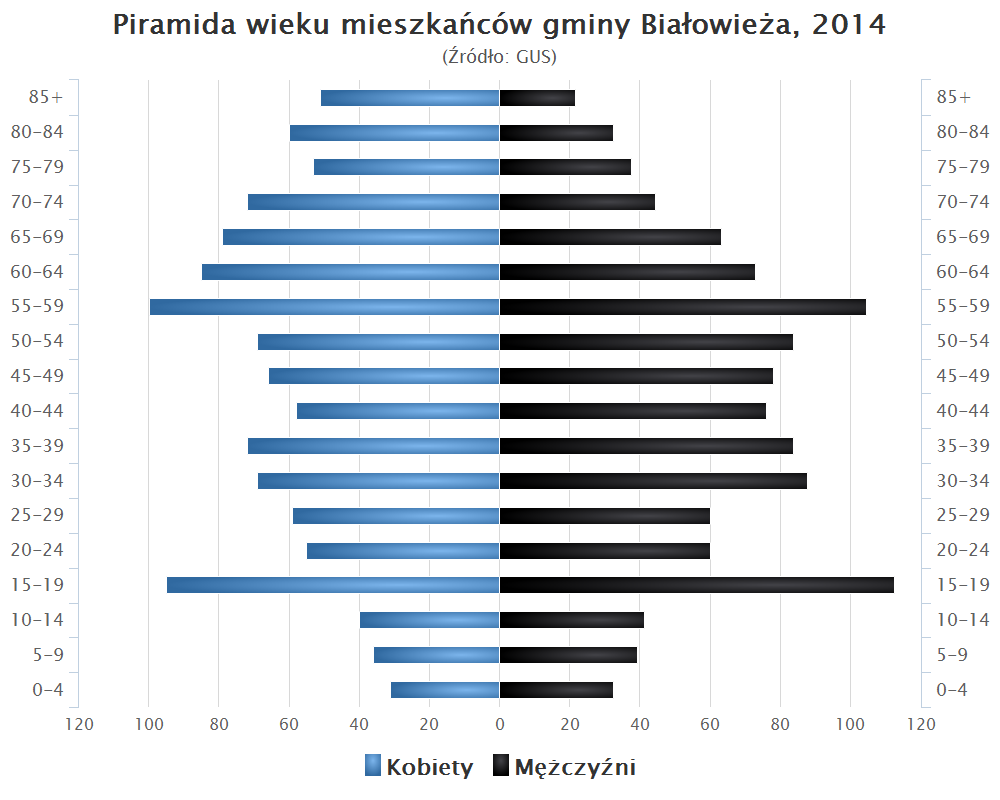
Piramida wieku mieszkańców gminy Białowieża w 2014 roku

## Sołectwa
Budy, Czerlonka, Grudki, Podolany, Pogorzelce,  Stoczek, Teremiski, Zastawa.
Pozostałe miejscowości: Białowieża, Podcerkwy, Przewłoka, Zwierzyniec.

## Sąsiednie gminy
Hajnówka, Narewka; gmina sąsiaduje z Białorusią